# Casa de Câmara e Cadeia de Quixeramobim
A Casa de Câmara e Cadeia de Quixeramobim é um prédio histórico localizado na cidade brasileira de Quixeramobim, no estado do Ceará, e atual sede do poder legislativo municipal.
Construída na primeira metade do século XIX, possui dois pavimentos sendo sua construção bastante sólida de pedra e cal, com pavimento superior de tijolos, tendo telhado baixo, de quatro águas, em cuja composição fundem-se de gosto popular com indícios, embora tardios, de influencia oriental, característica da arquitetura luso-brasileira antiga.
No andar térreo funcionou a antiga cadeia pública municipal até ser transferida para outro prédio da cidade, e abriga atualmente a câmara dos vereadores.
O prédio foi tombado como Patrimônio Histórico Nacional pelo Pró-Memória, hoje Instituto Brasileiro do Patrimônio Cultural, sob processo nº 745-T e inscrição nº 500, do livro de Belas Artes em 9 de fevereiro de 1972.